# فرد ایور
فردریک هارولد ایور (به انگلیسی: Frederick Harold Ewer) (زادهٔ ۳۰ سپتامبر ۱۸۹۸ - درگذشته	۲۹ ژانویه ۱۹۷۱) بازیکن فوتبال اهل کشور انگلستان که سابقهٔ بازی در تیم ملی فوتبال انگلستان را در کارنامهٔ خود دارد. وی در تاریخ ۱۷ مه ۱۹۲۴ نخستین بازی ملی خود را در مقابل تیم ملی فوتبال فرانسه انجام داد و با حضور در ۲ بازی ملی، در تاریخ ۸ دسامبر ۱۹۲۴ واپسین بازی ملی‌اش را در برابر تیم ملی فوتبال بلژیک برگزار کرد.